# Солтхилл
Со́лтхилл (англ. Salthill; ирл. Bóthar na Trá, Бохар-на-Тра) — деревня в Ирландии, находится в графстве Голуэй (провинция Коннахт).
Местная железнодорожная станция была открыта 1 октября 1879 года и закрыта для пассажиров в январе 1918 года.